# 379 a. C.
El año 379 a. C. fue un año del calendario romano prejuliano. En el Imperio romano se conocía como el Año del tribunado de Capitolino, Vulsón, Yulo, Sextilio, Albinio, Antistio, Trebonio y Erenucio (o menos frecuentemente, año 375 Ab urbe condita).

## Acontecimientos
- Golpe de Estado en Tebas para expulsar a los espartanos que controlaban la ciudad.
- Tebas y Atenas se coaligan para enfrentar a Esparta.[1]